# 심우주 기후 관측 위성

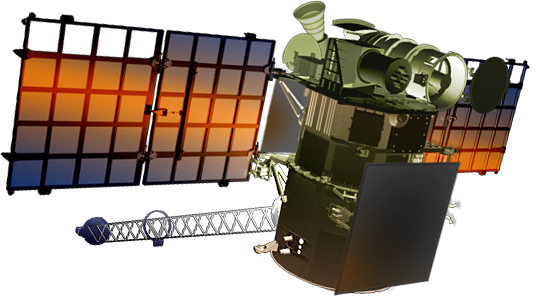

심우주 기후 관측 위성(深宇宙氣候觀測衛星, Deep Space Climate Observatory, DSCOVR)은 미국 해양대기청(NOAA)의 지구 및 우주 기상 관측 위성이다. 2015년 2월 11일, 스페이스X 사의 팰컨 9 로켓으로 발사되었다.
1988년 미국의 부통령 앨 고어에 의해 제안되었다. 지구어서 약 150만 km 떨어진 지구-태양 간의 L1 라그랑주 점 주위의 '리사주 궤도'를 도는 위성으로, 지구에 영향을 주는 태양풍을 감시하면서 코로나 질량 방출을 경고하는 일을 맡고 있다.

## 같이 보기
- STEREO
- 팰컨 9 / 팰컨 헤비 발사 목록